# Luidia maculata
Luidia maculata là một loài sao biển thuộc họ Luidiidae, bộ Paxillosida, có nguồn gốc từ khu vực Ấn Độ Dương-Thái Bình Dương. Loài này thường được gọi là sao biển tám cánh do chủ yếu có tám cánh, mặc dù số lượng cánh có thể thay đổi từ năm đến chín.

## Miêu tả
Luidia maculata là một loài sao biển lớn, có đường kính lên tới 25 cm (10 in). Loài này thường có bảy hoặc tám (đôi khi chín) cánh dài, thon, nhọn và một đĩa trung tâm tương đối nhỏ. Bề mặt phía trên khá bằng phẳng với một số chấm, được bao phủ bởi các cấu trúc giống cái bàn, có đỉnh phẳng được gọi là paxilla. Các hàng chân ống màu nhạt kết thúc bằng các điểm chứ không phải các miếng hút, xuất hiện ở hai bên cánh tay và bề mặt miệng (dưới). Có hai dạng màu sắc khác nhau của loài sao biển này: một số cá thể có màu nâu sẫm hoặc nâu lục đồng nhất, trong khi những cá thể khác có màu nâu sẫm với các mảng hình chữ V màu nâu cam, hoặc nâu nhạt với những mảng sẫm màu. Loài này có thể bị nhầm lẫn với một số thành viên khác của chi Luidia, đặc biệt là L. savignyi, song loài đó có gai trong khi L. maculata thì nhẵn. Một loài tương tự khác là L. magnifica, nhưng thường có chín hoặc mười cánh tay.

## Phân bố và môi trường sống
Luidia maculata có nguồn gốc từ vùng nhiệt đới Ấn Độ Dương và Thái Bình Dương. Môi trường sống thông thường của chúng là cát bùn trên đáy đầm phá, nhưng cũng phân bố trên các trầm tích mềm khác và trong các thảm cỏ biển. Phạm vi độ sâu của loài này là từ vài mét xuống khoảng 35 m (115 ft).

## Sinh thái
Luidia maculata vùi một phần cơ thể trong trầm tích mềm nên rất khó phát hiện. Đây là loài săn mồi, chủ yếu ăn nhím biển, đặc biệt là đô la cát có hình dạng không đều cùng các loài động vật da gai tương tự cũng sống vùi mình trong cát. Không giống như một số loài có liên quan thực hiện tiêu hóa bên ngoài cơ thể, L. maculata ăn bằng cách hút toàn bộ con mồi vào trong miệng. Khi chui khỏi nơi ẩn náu, nó thường để lại những mảnh vụn không ăn được của con mồi trong cái hốc vừa nằm. Các loại đồ ăn khác bao gồm hải sâm, sao biển đuôi rắn, loài thân mềm hai mảnh vỏ, ốc sên, động vật giáp xác và giun.

## Hình ảnh

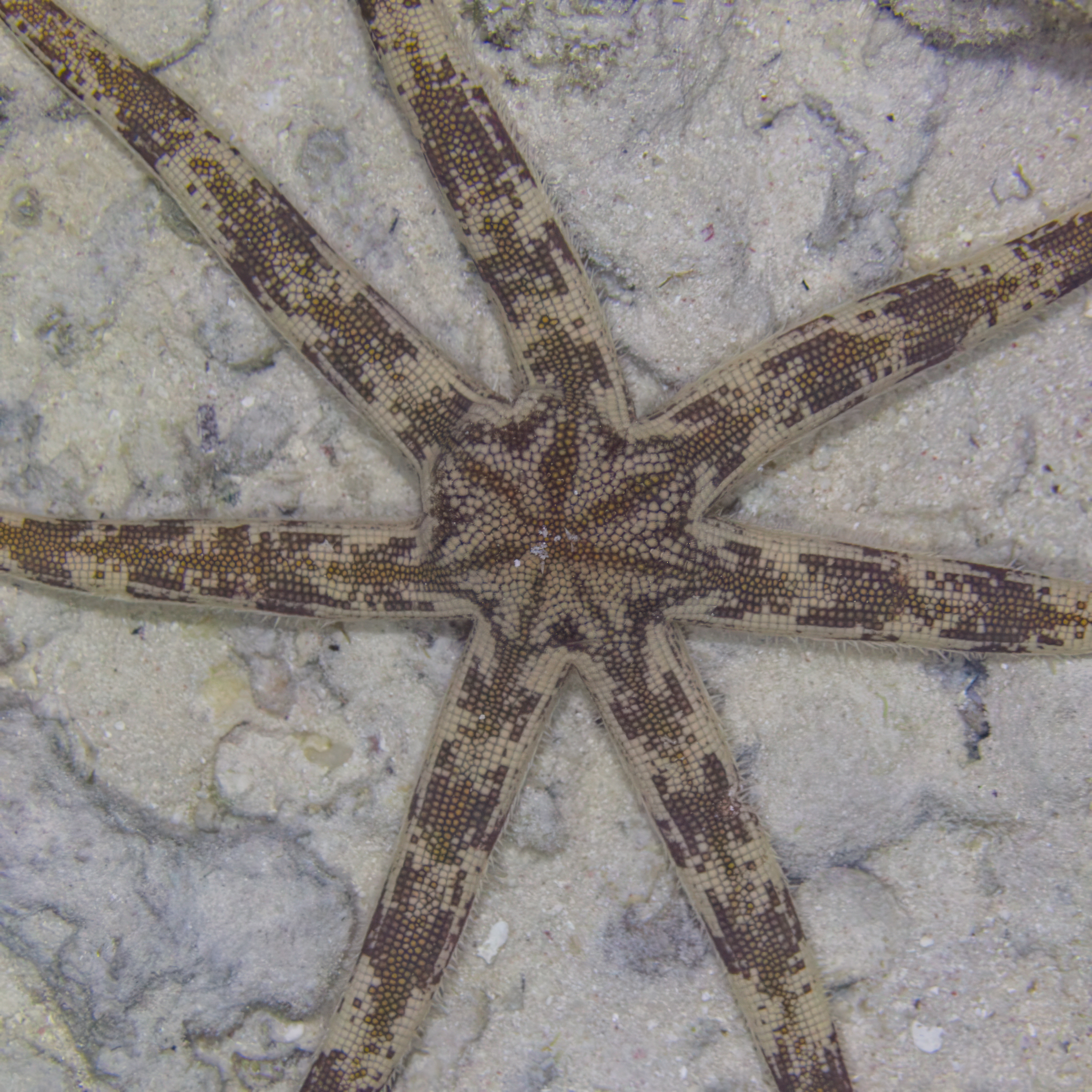
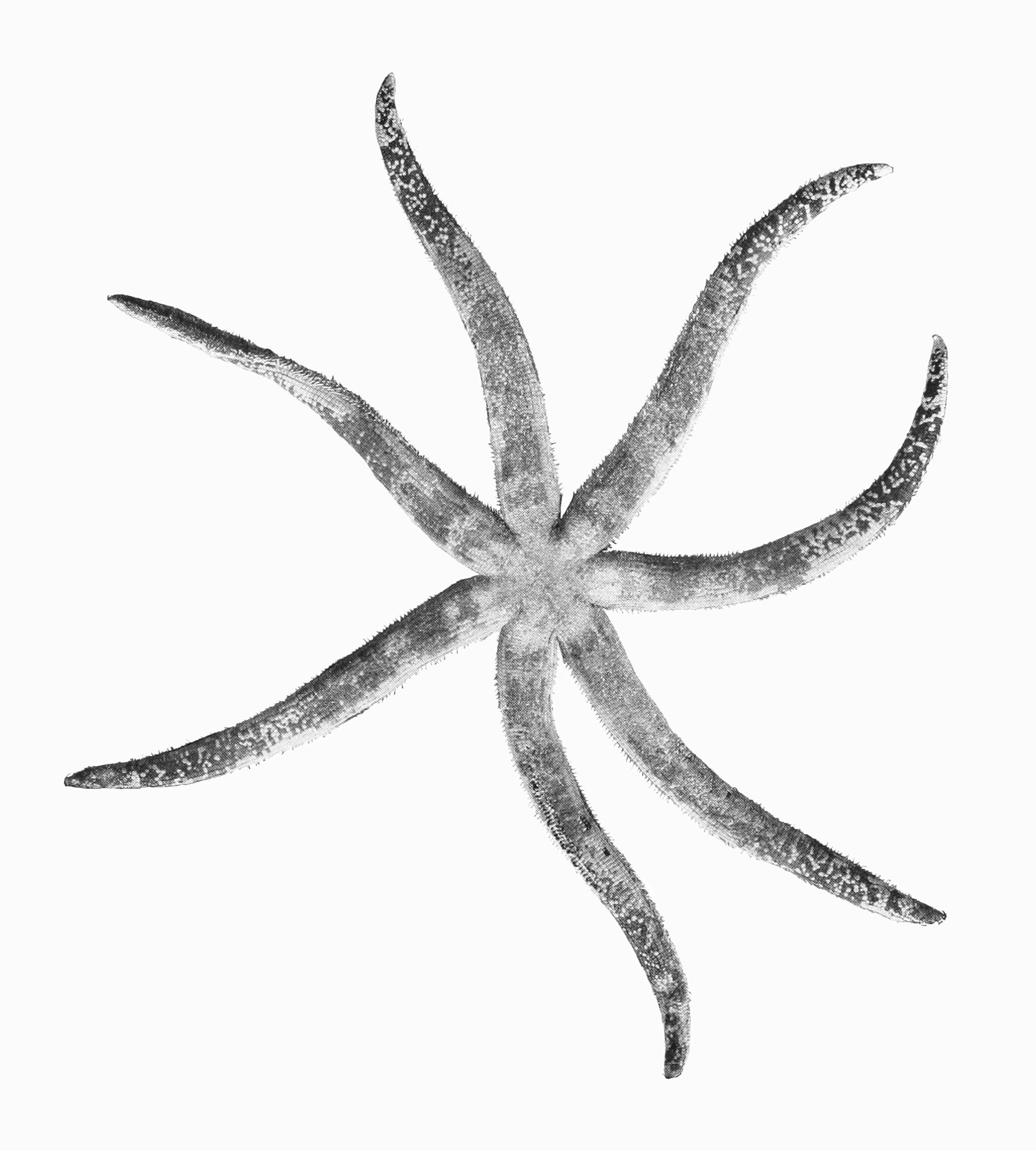
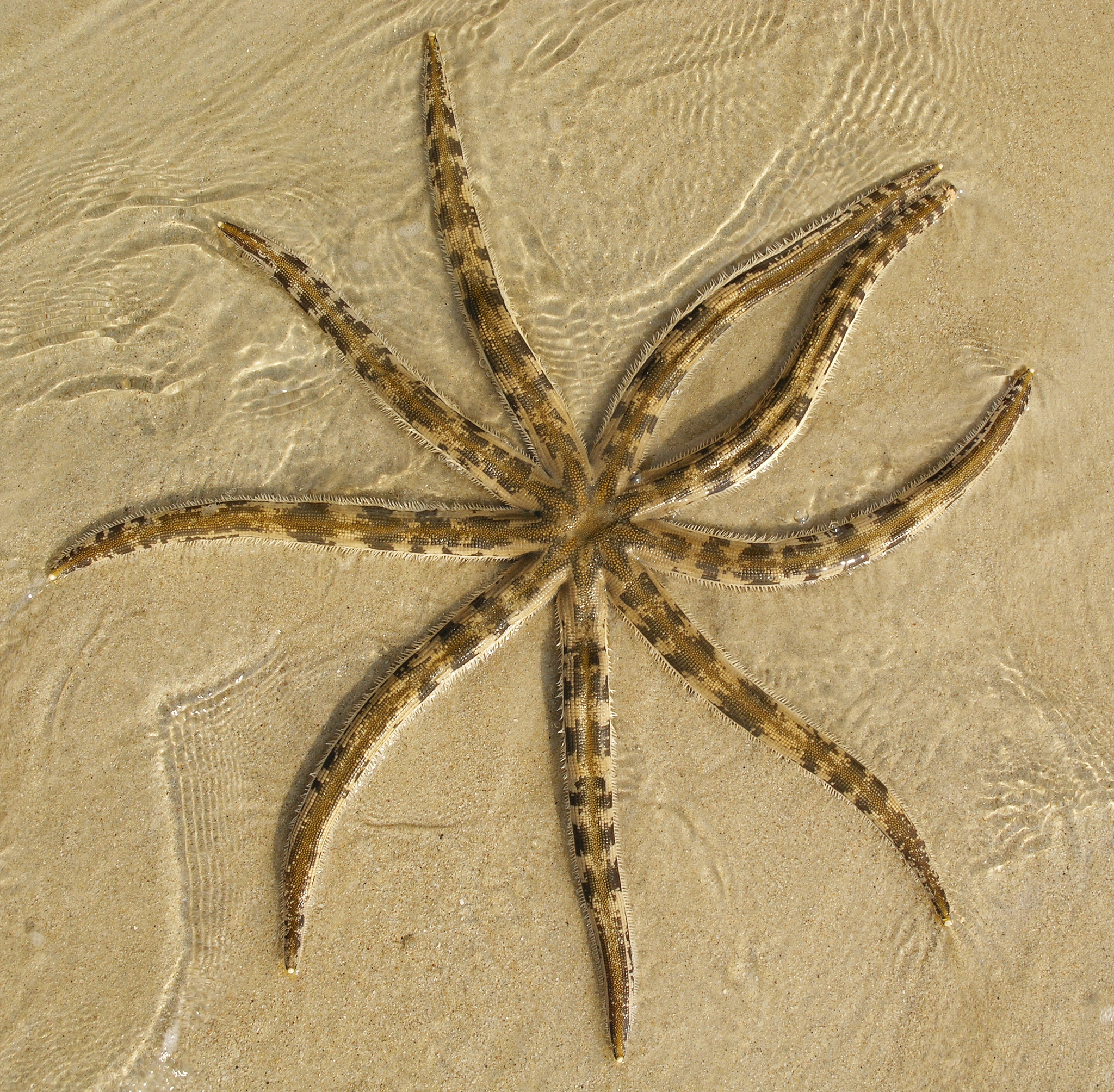
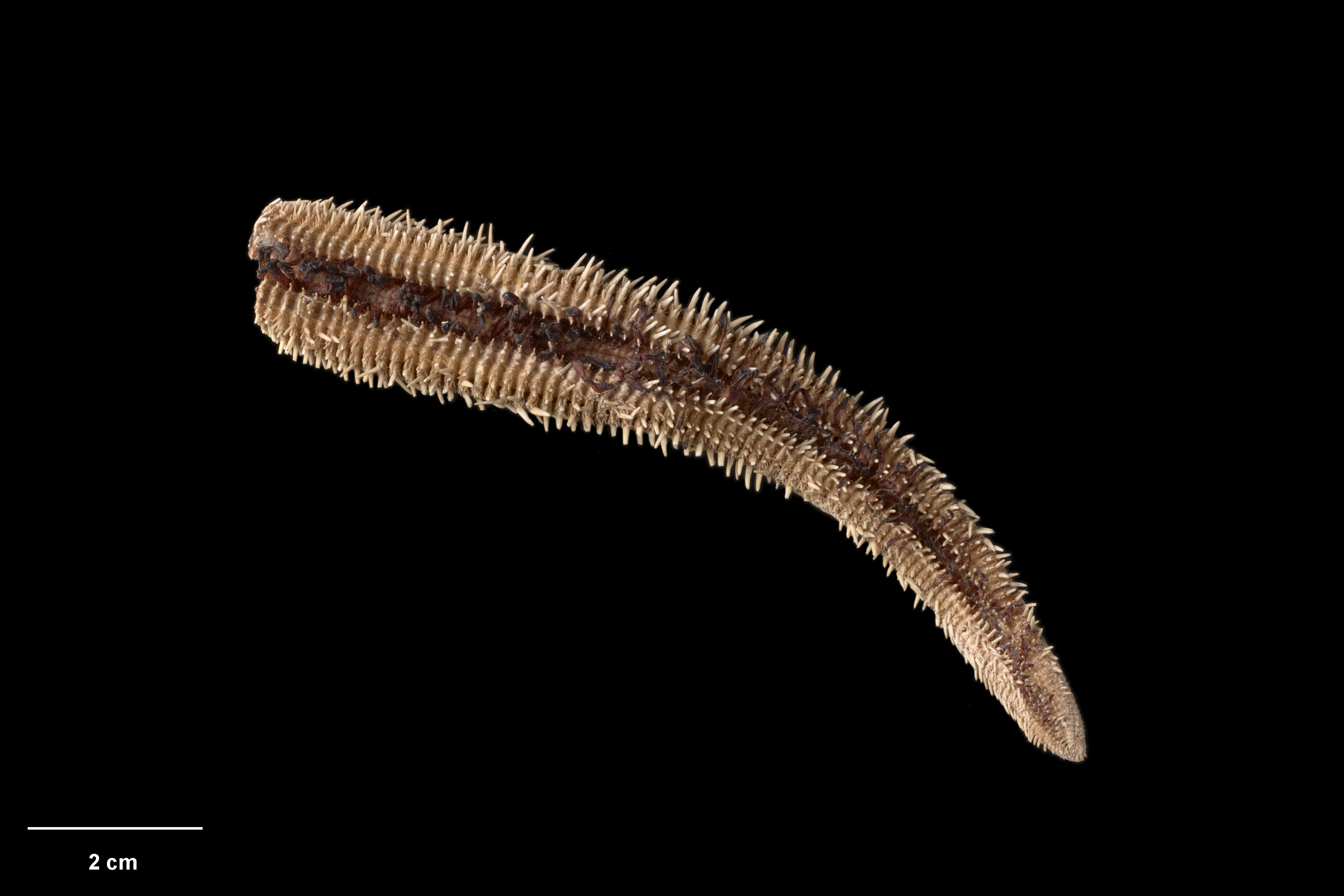
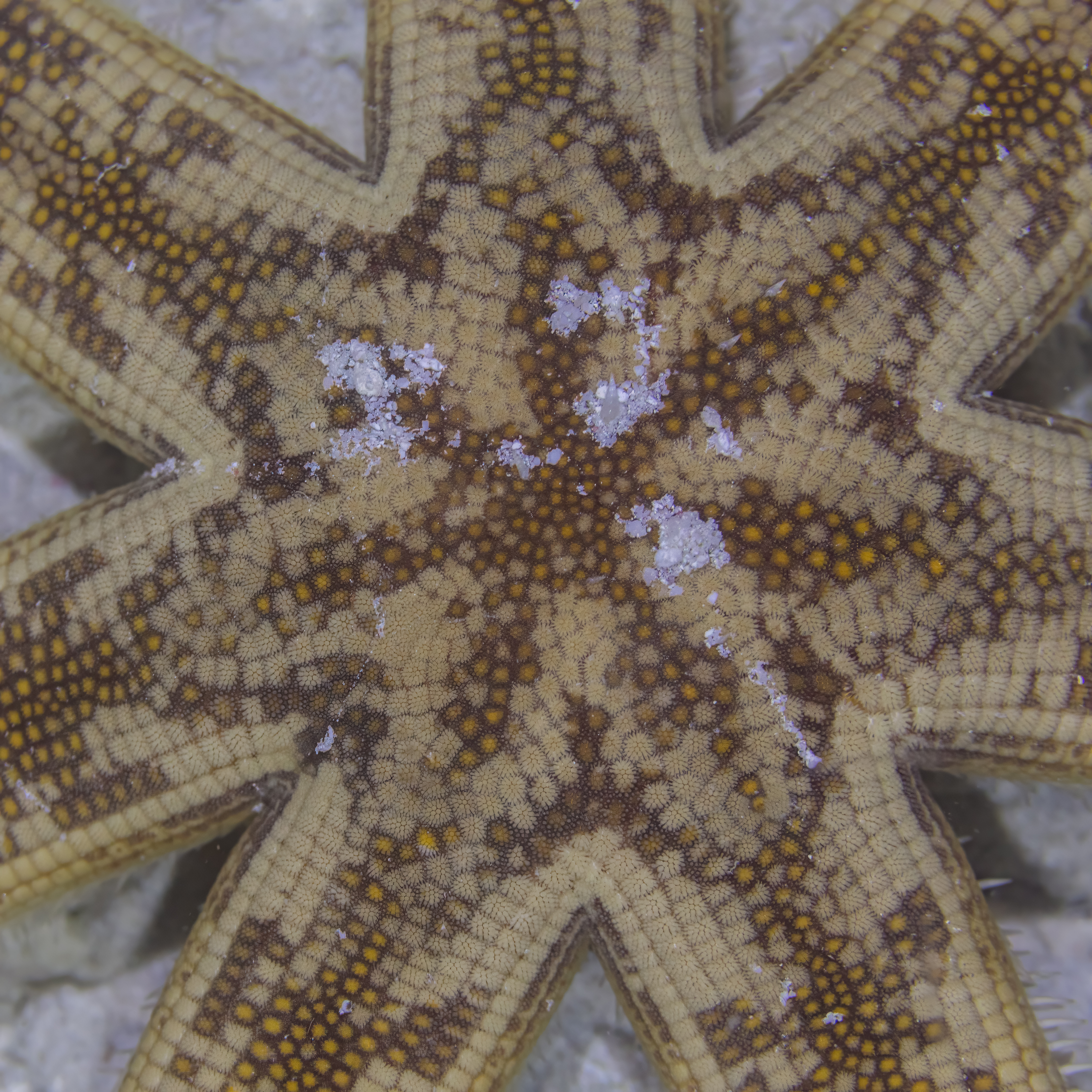